# Westernohe
Westernohe ist eine Ortsgemeinde im Westerwaldkreis in Rheinland-Pfalz. Sie gehört der Verbandsgemeinde Rennerod an.

## Geographie
Die Gemeinde liegt im Westerwald zwischen den Städten Siegen (34 km nördlich), Wetzlar (28 km östlich) und Limburg an der Lahn (24 km südlich). Hier ist der Sitz des Bundeszentrums der Deutschen Pfadfinderschaft Sankt Georg (DPSG). Auf dem anliegenden Zeltplatz, der mit 28 Hektar einer der größten Deutschlands ist, finden regelmäßig Veranstaltungen und Zeltlager statt.
Durch den Ort fließt der Krummbach, der in der Nähe eines Naturschutzgebietes zwischen Rennerod und der Krombachtalsperre entspringt.

## Geschichte
Der Ort wurde im Jahre 1059 als Westernaha erstmals urkundlich erwähnt. Die Endung -aha deutet dabei auf eine sehr alte, möglicherweise bereits vorgermanische Gründung hin.
Bevölkerungsentwicklung
Die Entwicklung der Einwohnerzahl von Westernohe, die Werte von 1871 bis 1987 beruhen auf Volkszählungen:
| Jahr | Einwohner |
| 1815 | 451       |
| 1835 | 537       |
| 1871 | 538       |
| 1905 | 473       |
| 1939 | 514       |
| 1950 | 512       |

| Jahr | Einwohner |
| 1961 | 600       |
| 1970 | 777       |
| 1987 | 752       |
| 1997 | 946       |
| 2005 | 942       |
| 2023 | 947       |

## Politik

### Bürgermeister
Volker Abel wurde am 21. August 2009 Ortsbürgermeister von Westernohe. Bei der Direktwahl am 26. Mai 2019 wurde er mit einem Stimmenanteil von 82,72 % für weitere fünf Jahre in seinem Amt bestätigt. Er wurde im Juni 2024 wiedergewählt.
Abels Vorgänger als Ortsbürgermeister war bis 2009 Herbert Stecker.

### Wappen
| Wappen von Westernohe | Blasonierung: „In geteiltem Schild, oben in Gold drei grüne Tannen, unten in Blau der rotbewehrte goldene nassauische Löwe mit goldenen Schildeln.“ |
| Wappen von Westernohe | |

## Kultur und Sehenswürdigkeiten

### Kulturdenkmäler

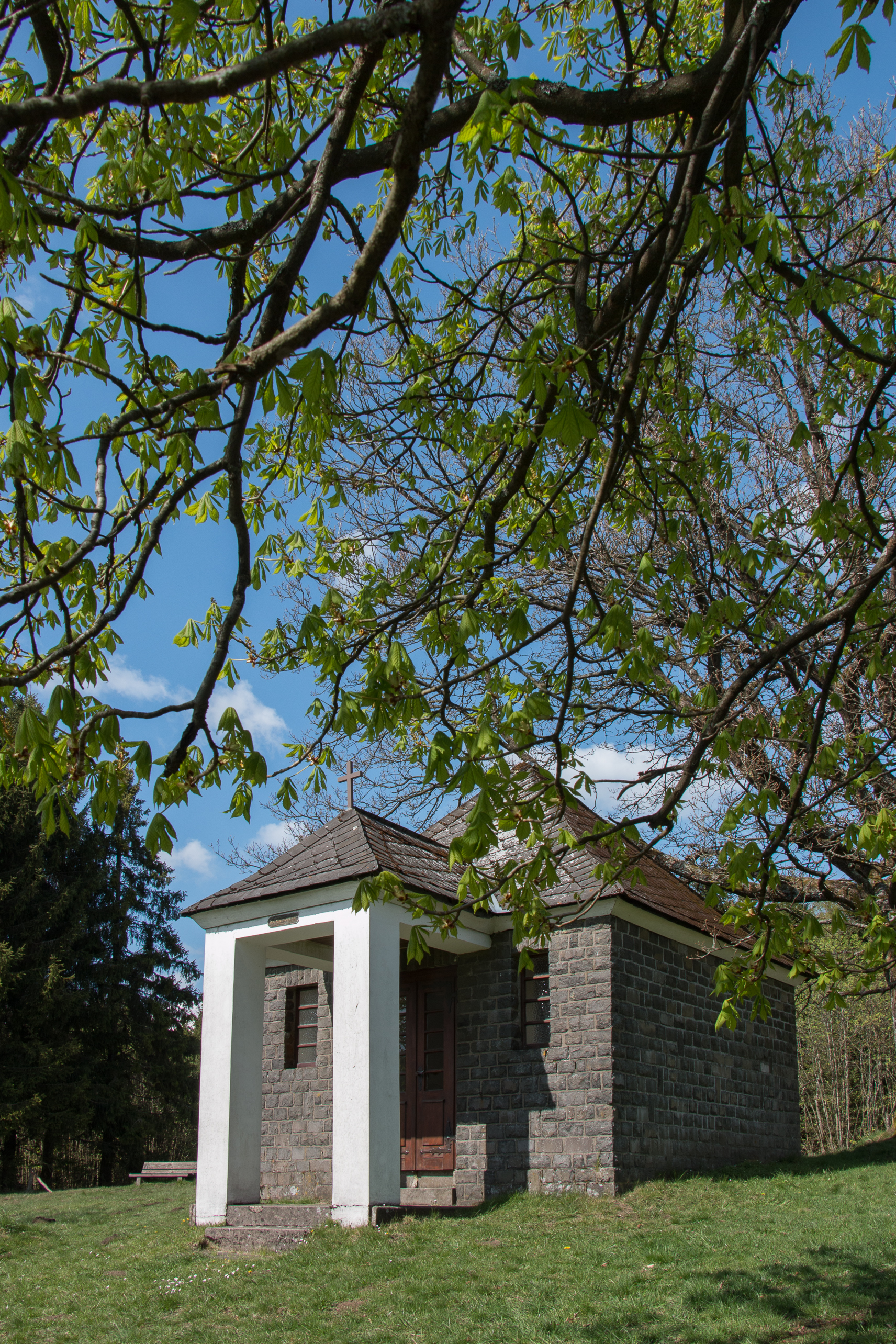
Wendelinuskapelle
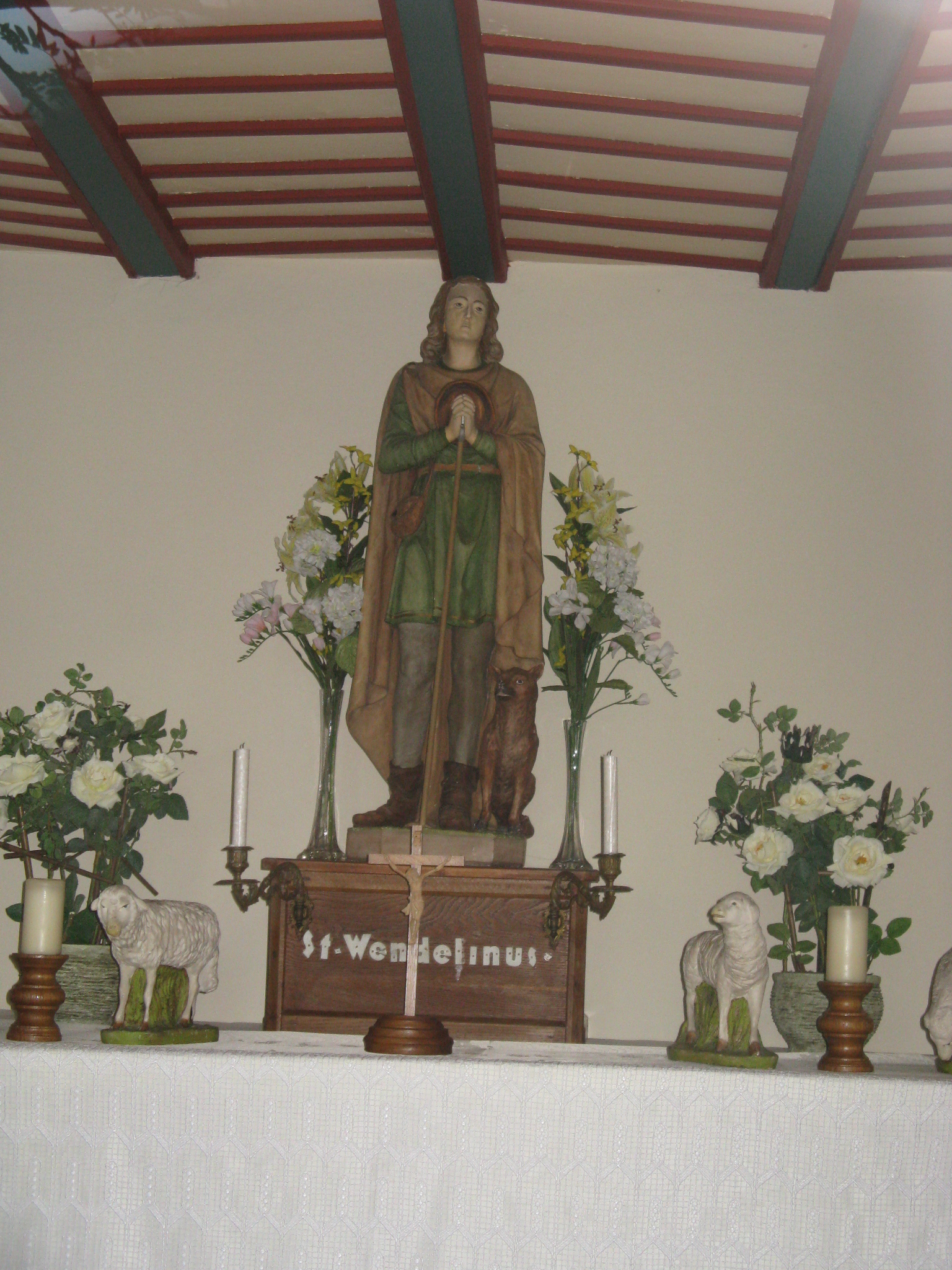
Wendelinuskapelle innen

### Wendelinuskapelle
Nördlich von Westernohe, nahe der Krummbachquelle und ca. 1 km vom Naturschutzgebiet Wacholderheide entfernt, steht eine dem Heiligen Wendelinus geweihte Kapelle, die 1887 von Johannes Gerz errichtet wurde. Ihr heutiges Aussehen in Bruchstein erhielt sie 1933 durch den Sohn des Erbauers. Eine Skulptur des Heiligen, dem Schutzpatron der Hirten, befindet sich im Inneren der Kapelle, zusammen mit seinen klassischen Attributen Hirtenstab und Schafen. Die Andachtsstätte wurde 1987 restauriert.

### Naturschutzgebiet

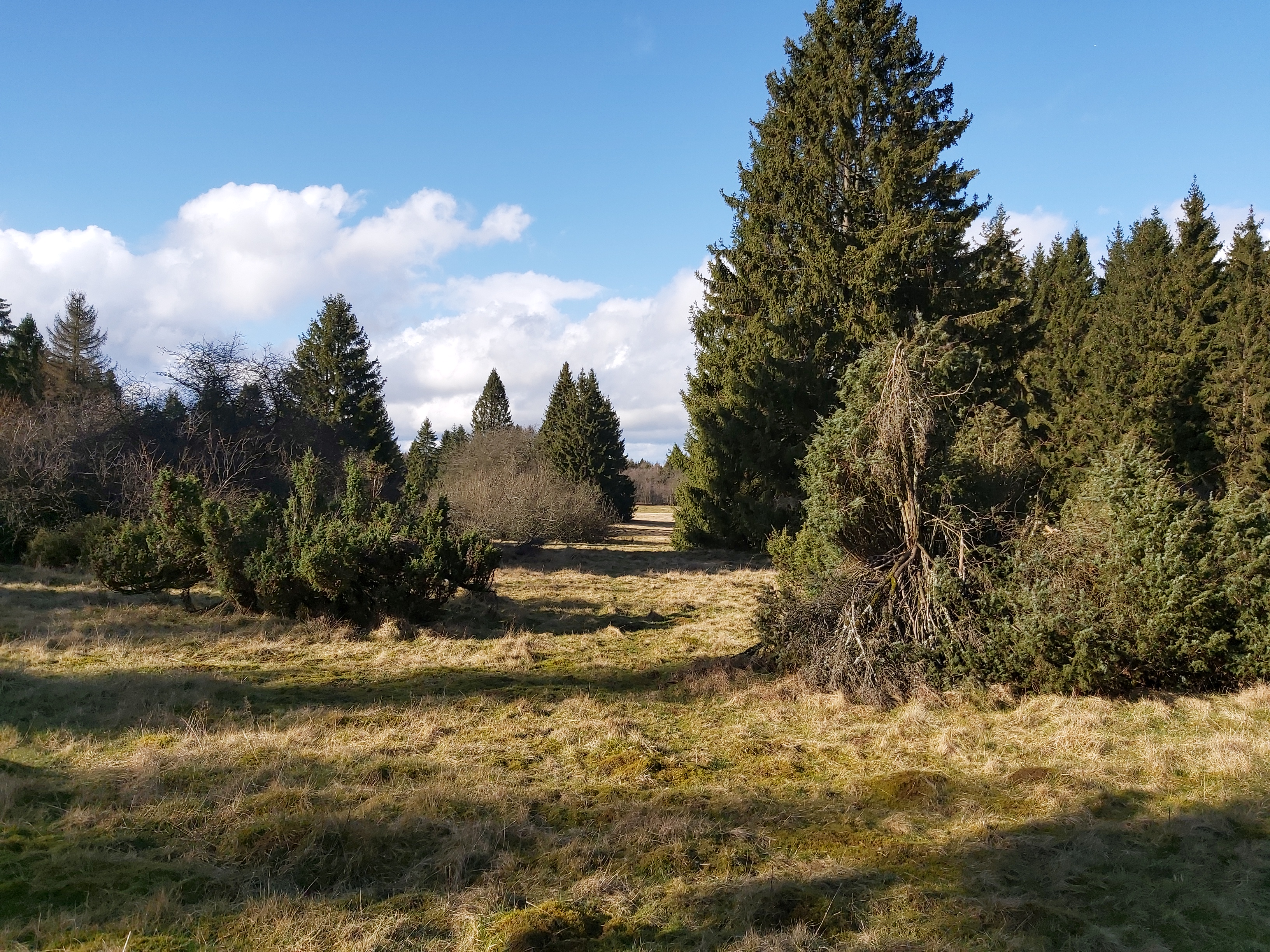
Wacholderheide bei Westernohe

Die als Naturschutzgebiet ausgewiesene Wacholderheide ist eine kleine Trockenrasenfläche mit Wacholder und anderen dornigen Sträuchern. Diese wesentlich durch die einstige Schäferei bzw. Wanderschäferei entstandene Kulturlandschaft, wie sie östlich des Ochsenbergs (580 m) noch bewahrt werden konnte und unter Naturschutz gestellt ist, war im Westerwald verbreitet.

### Bundeszentrum der Deutschen Pfadfinderschaft Sankt Georg (DPSG)
Etwas oberhalb des Ortes befindet sich seit 1956 das Bundeszentrum der Deutschen Pfadfinderschaft Sankt Georg (DPSG) mit einem eigenen Pfadfinder-Zeltplatz.

## Verkehr
- Die B 54, die Limburg an der Lahn mit Siegen verbindet, verläuft ca. drei Kilometer westlich der Gemeinde durch Rennerod.
- Die nächste Autobahnanschlussstelle ist Herborn an der A 45 (Dortmund–Aschaffenburg), etwa 22 Kilometer entfernt.
- Der nächstgelegene ICE-Halt ist der Bahnhof Montabaur an der Schnellfahrstrecke Köln–Rhein/Main.
- Nächster Flughafen ist der Flughafen Siegerland in 16 Kilometer Entfernung.

## Ereignisse

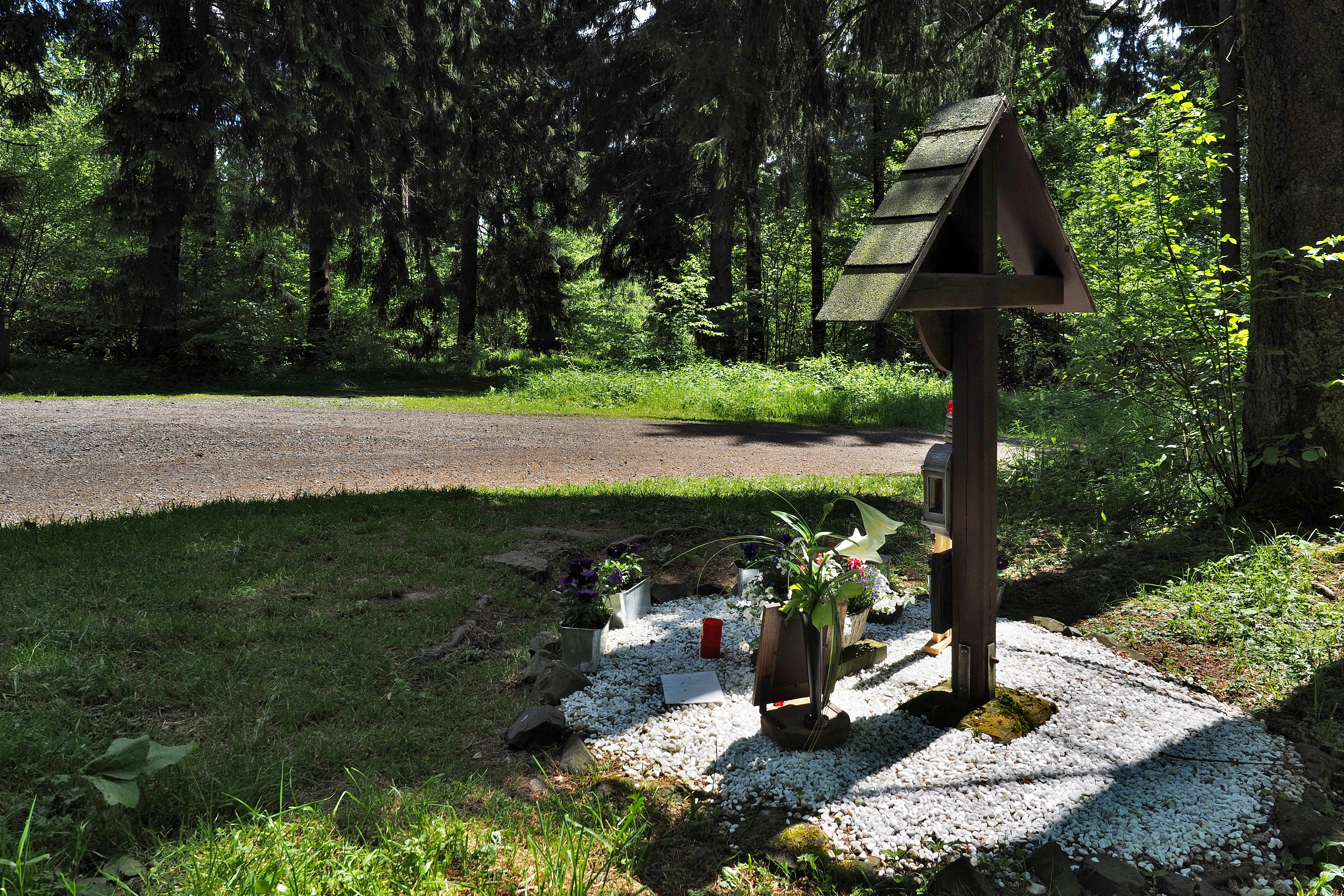
Gedenkkreuz an der Unfallstelle

### Tauziehunfall 1995
Am 4. Juni 1995 kam es bei einem Tauziehen mit 650 jugendlichen Pfadfindern am Bundeszentrum zu einem Unfall, als das Seil riss. Zwei Kinder kamen zu Tode, 102 erlitten zum Teil schwere Verletzungen. Es war ein relativ dünnes Kunststoffseil eingesetzt worden, über dessen Belastungsgrenzen keine Angaben vorlagen. Die Veranstalter hatten die Möglichkeit einer Überlastung des Seiles, zumal bei einem Kindertauziehen, nicht in Betracht gezogen.
Im Gerichtsverfahren wurde festgestellt, dass die Veranstalter ihre Sorgfaltspflicht verletzt hatten, weil sie sich nicht über die Eignung des Seiles informiert und auch keine Vorkehrungen für einen gegebenenfalls notwendigen sofortigen Abbruch der Veranstaltung getroffen hatten. Da eine Lebensgefahr allerdings nicht vorhersehbar gewesen sei, wurden die Verantwortlichen wegen fahrlässiger Körperverletzung verurteilt, nicht wegen fahrlässiger Tötung.
Ein Gedenkkreuz in der Nähe der Unfallstelle erinnert an die beiden getöteten Kinder.

## Persönlichkeiten
- Johann Müller (* 15. Januar 1782 in Westernohe; † 19. August 1852), Schultheiß und Mitglied des Nassauischen Landtags